# Aspettando la bella vita
Aspettando la Bella Vita è un EP del rapper Italiano Artie 5ive

## tracce
- Intro (Aspettando la Bella Vita)
- Eyes of the Tiger (con Rondodasosa)
- Mustang
- Anelli e Collane (feat Anna)
- Costellazione (freestyle)
- Nike (feat Tony Boy, Astro)
- Souljas
- Padre Nostro
- Sacrificio (feat Kid Yugi)
- Aghi Acuminati
- Top G (feat Sacky)